# Frailea cataphracta
Frailea cataphracta ist eine Pflanzenart in der Gattung Frailea aus der Familie der Kakteengewächse (Cactaceae). Das Artepitheton cataphracta stammt aus dem Lateinischen, bedeutet ‚gepanzert‘ und verweist auf das Farbmuster der Triebe, die sie so aussehen lässt, als ob sie mit Plättchen gepanzert seien.

## Beschreibung
Frailea cataphracta wächst einzeln oder sprossend mit niedergedrückt kugelförmigen, trübgrünen bis bronzefarbenen Körpern, die einen auffällig eingesenkten Scheitel haben. Die Körper erreichen Durchmessern von bis zu 4 Zentimetern. Die 8 bis 21 Rippen sind niedrig und in flache Höcker gegliedert. Die darauf befindlichen spärlich bewollten Areolen stehen 3 Millimeter auseinander. Unterhalb der Areolen befinden sich halbmondförmige und mehr oder weniger purpurfarbene Flecken. Die 5 bis 9 goldgelben, vergrauenden Dornen sind abwärts gerichtet, liegen an der Oberfläche des Körpers an und sind bis zu 2 Millimeter lang.
Die hellgelben Blüten sind bis zu 3,8 Zentimeter lang und erreichen ebensolche Durchmesser. Die kugelförmigen Früchte weisen Durchmesser von 4 Millimetern auf.

## Verbreitung, Systematik und Gefährdung
Frailea cataphracta ist im Süden Brasiliens, in Bolivien und in Paraguay verbreitet.
Die Erstbeschreibung als Echinocactus cataphractus wurde 1904 von Erich Dams veröffentlicht. Nathaniel Lord Britton und Joseph Nelson Rose stellten die Art 1922 in die Gattung Frailea. Ein weiteres nomenklatorisches Synonym ist Astrophytum cataphractum (Dams) Halda & Malina (2005).
In der Roten Liste gefährdeter Arten der IUCN wird die Art als „Near Threatened (NT)“, d. h. als gering gefährdet geführt.

## Nachweise